# Mohamed Youssouf
Mohamed Baki Youssouf (* 26. März 1988 in Paris) ist ein komorisch-französischer Fußballspieler, der beim AC Ajaccio spielt.

## Karriere

### Verein
Youssouf begann seine fußballerische Karriere 2005 beim AC Le Havre. Am ersten Spieltag der Saison 2007/08 debütierte er in der Ligue 2 für die Profimannschaft gegen den SC Bastia. Insgesamt spielte er in jener Saison elfmal. Mit seiner Mannschaft stieg er als Meister der Ligue 2 in die Ligue 1 auf. Dort debütierte er auch am ersten Spieltag in der gegen den OGC Nizza in der Startelf. Von 38 möglichen Ligaspielen bestritt er jedoch nur vier und stieg mit seinem Verein direkt wieder ab. Auch nach dem Abstieg war er in der Saison 2009/10 kein Stammspieler und kam erneut nur zu vier Saisoneinsätzen. Für die Folgesaison 2010/11 wurde er an die US Créteil in die dritte Liga verliehen. Für den neuen Verein schoss er zwei Tore in wettbewerbsübergreifend 29 Spielen.
Nach seiner Rückkehr wechselte er im Sommer 2011 fest zum OC Vannes. Er schoss in seiner ersten Spielzeit 2011/12 fünf Tore in insgesamt 33 Spielen. In der Folgesaison schoss er zehn Tore in 38 Einsätzen.
Im Sommer danach wechselte er zum Ligakonkurrenten SC Amiens. Hier spielte er 32 Mal und schoss dabei drei Tore.
Im Juli 2014 wechselte er nach Griechenland zu Ergotelis. Hier kam er als Flügelstürmer zum Einsatz und schoss in 27 Spielen sechs Tore und legte vier weitere auf. Im Sommer darauf wechselte er ligaintern zum Veria FC. Dort spielte er in der Saison 2015/16 17 Mal und Youssouf schoss ein Tor und legte ein weiteres auf. Nach einem halben Jahr ohne Verein unterschrieb er im Januar 2017 bei Levadiakos. In der anschließenden Rückrunde der Spielzeit 2016/17 schoss er ein Tor in neun Spielen. Die darauf folgenden Saison beendete er, noch immer als Offensivspieler mit zwei Toren und zwei Vorlagen in 23 Einsätzen.
Im Sommer 2018 wechselte er zurück nach Frankreich in die Ligue 2 zum AC Ajaccio. Dort war er in der Saison 2018/19 jedoch noch kein Stammspieler und spielte nur elfmal. In der verkürzten Folgesaison spielte er noch weniger, nur sechsmal, jedoch konnte er dabei ein Tor erzielen. In der Saison 2020/21 war er jedoch wieder Stammspieler, aber wieder auf der Rechtsverteidigerposition und spielte 31 Mal. Die Folgespielzeit 2021/22 beendete er mit 27 Spielen und stieg mit seiner Mannschaft in die Ligue 1 auf. Er blieb auch nach dem postwendenden Abstieg beim Verein.

### Nationalmannschaft
Im Mai 2006 nahm er an einem französischen U18-Sichtungscamp teil.
In der Afrika-Cup-Qualifikation debütierte er schließlich am 5. Juni 2011 für die komorische A-Nationalmannschaft bei einem 1:1-Unentschieden gegen Libyen. Im November desselben Jahres schoss er in der WM-Qualifikation gegen Mosambik bei einer 1:4-Niederlage sein erstes Tor für die Nationalmannschaft. In der Nationalmannschaft spielte er bis September 2021 noch offensiv, ehe er eher in der Außenverteidigung zum Einsatz kam.

## Erfolge
AC Le Havre
- Meister der Ligue 2 und Aufstieg in die Ligue 1: 2008

AC Ajaccio
- Zweiter der Ligue 2 und Aufstieg in die Ligue 1: 2022